# やりがい搾取
やりがい搾取（やりがいさくしゅ）とは、経営者または依頼者が本来支払うべき賃金や手当、料金の代わりに、労働者に「やりがい」を強く意識させることでサービス残業（長時間労働）や無賃労働を勧奨し、本来支払うべき賃金（および割増賃金）や料金の支払いを免れる行為をいう。東京大学教授で教育社会学者の本田由紀により名付けられた。
「やりがい搾取」という造語は、2007年前後から本田が著書などで使い始めたことで広く認知されるようになった。ブラック企業とやりがい搾取は密接な関係にあるとされ、「やりがい」と「報酬」はトレードオフの関係にはならない。

## やりがい搾取として批判された例

### アニメ制作
2014年のブラック企業大賞においては、アニメ制作会社A-1 Picturesが象徴的事例としてノミネートされ、業界賞を受賞した。同社では2010年10月に、当時28歳の男性社員が自殺し、2014年4月11日付けで過労によるうつ病が過労自殺の原因として、労働災害認定された。男性の1か月あたりの労働時間は600時間を超えていたが、残業手当が一切支払われていなかった。
先述のA-1 Picturesに限らず、日本のアニメ業界において、特に現場とされる非正規雇用のアニメーターや制作進行は長期において著しい労働環境の悪さや賃金の低さ、それに伴う待遇の悪さが指摘されている。しかし、声は出るものの業界構造上の問題もあり改善はほとんど見られないのが実情である。

### 医師
病院では、医師の時間外労働を短く見せかけるため、実態は仕事をしていたのに「自己研鑽」として扱う傾向がある。医師は人命を扱う仕事であるため、手術の技術や、新しい治療法や薬についての知識の習得や、経験を積むことが制度上の責務として求められているが、それらの習得にはかなりの時間がかかる。多くの病院が、医師は長時間労働をしている前提で、労働時間を正確に把握しなかったため、医師の時間外の行為のどこまでが業務で、どこまでが自己研鑽かは、大きな問題になることはなく、朝まで宿直しても、定額の手当は支払われるが、時間の長さに応じた正当な対価はほぼ支払われてこなかった。
2019年、厚生労働省は業務と自己研鑽を線引きするための基準を通達した。医師は病院に遅くまで残ることが多く、すべて時間外労働として加算すればすぐに上限を超える。厚生労働省では病院に医師に上限を守らせたいため、基準を設けることによって、時間外労働から自己研鑽の時間を除きたいとの思惑があった。通達は「時間外に、本来業務と関係ないことを、上司の指示なく自由意思に基づきおこなえば研鑽」という内容であり、抽象的な内容であるため、経営者側が都合よく解釈し、幅広い業務が自己研鑽として扱われてしまう可能性が残る。特に大学病院では、医局の人事は教授が握っており、医局員たちは専門医資格や博士号をもらうためにも逆らえない。
2024年4月から始まる医師の働き方改革によって、時間外労働には、原則年960時間（月80時間相当）の上限ができた。

### 教師
公立教員のみに適用される『給特法』（1971年制定）があり、公立学校教員はどれだけ残業しても部活動顧問を含め、残業代は支払われない。この法律には、「原則として教師には残業を命じてはならない」旨が記されているが、命じてはならないのに、実際には残業が発生しているが、司法判断は、「教師が行っている残業は命令に依るものではなく、管理職からの『お願い』を受けて『自発的』に行っている」というものである。ほとんどの業務は管理職からの命令に見えるものの、「教師が好きで行った扱い」にされている。『給特法』の趣旨は「公立教員はほかの労働者と異なり、それぞれの判断で自発性・創造性を発揮してこそ、よりよい教育活動ができるというものである。このため管理職からの命令は行わない。放課後は割と自由に過ごせるし、夏休みも十分ある。残業や残業代云々と考えず、それぞれの判断で自由に働いたり、時には好きに残業したりしてください、という考えに基づいている。給特法による教職調整額として一律4％の「教職調整額4％」が上乗せされている。1966年に教員勤務に関する全国調査を行った結果、平均して月8時間ほどの残業が発生していたことから設定された。従ってこれを固定残業代（みなし残業）と考えることもできる。給特法の前提は、「残業命令は存在しない」。すなわち「残業は（法的には）存在していない」ということになる。これゆえ給特法は近年、「4％定額働かせ放題」と呼ばれて、しばしば「やりがい搾取」とも呼ばれる。
ところが、法律制定後、2000年代に至ると教師の仕事が多くなり、学校現場は当時の状況ではなくなったことで問題化する。2022年度に行われた国の調査によると、教諭の1カ月平均残業時間は持ち帰り仕事を含めずに小学校64時間48分、中学校83時間44分、高校64時間52分。教職調整額4％の根拠となった1966年の調査と比べ、残業時間は約8-10倍であった。

### 2020年東京オリンピック・2020年東京パラリンピック
2018年3月下旬、東京都庁から2020年東京オリンピック・パラリンピックのボランティア募集要項が発表されたが、その中に「交通費及び宿泊は自己負担・自己手配」などの記述があったことから、「ブラック企業より酷い」「やりがい搾取」などの批判を受けた。

## 日本以外の例
韓国にも似たような現象があり、熱情ペイ（朝鮮語: 열정 페이）と呼ばれる。